# 細晶岩
細晶岩为酸性、浅色的岩浆岩，是典型的细晶结构，几乎不含深色的矿物，主要成分为长石和石英，所以又名长英岩，外貌多为沙糖状，是由残余的熔岩岩浆结晶而成的，按照其矿物成分可以划分为：
- 闪长细晶岩，浅灰绿色，主要由中长石和角闪石组成；
- 辉长细晶岩，浅灰色，主要由拉长石和辉石组成；
- 钠长细晶岩，灰白色、灰红色，几乎全由钠长石组成；
- 斜长细晶岩，灰白色，主要由酸性斜长石和石英组成；
- 花岗细晶岩，灰白色、浅肉红色，主要由酸性斜长石、石英和钠长石组成。